# Guji (zona)
Guji è una delle zone amministrative in cui è suddivisa la Regione di Oromia in Etiopia.

## Woreda
La zona è composta da 17 woreda:
1. Adola
2. Adola town
3. Aga Wayu
4. Ana Sora
5. Bore
6. Dama
7. Girja /Harenfema
8. Gora Dola
9. Gumi Idalo
10. Haro Walabu
11. Liben
12. Negele town
13. Odo Shakiso
14. Saba Boru
15. Shakiso town
16. Uraga
17. Wadera